# سلاح سرد

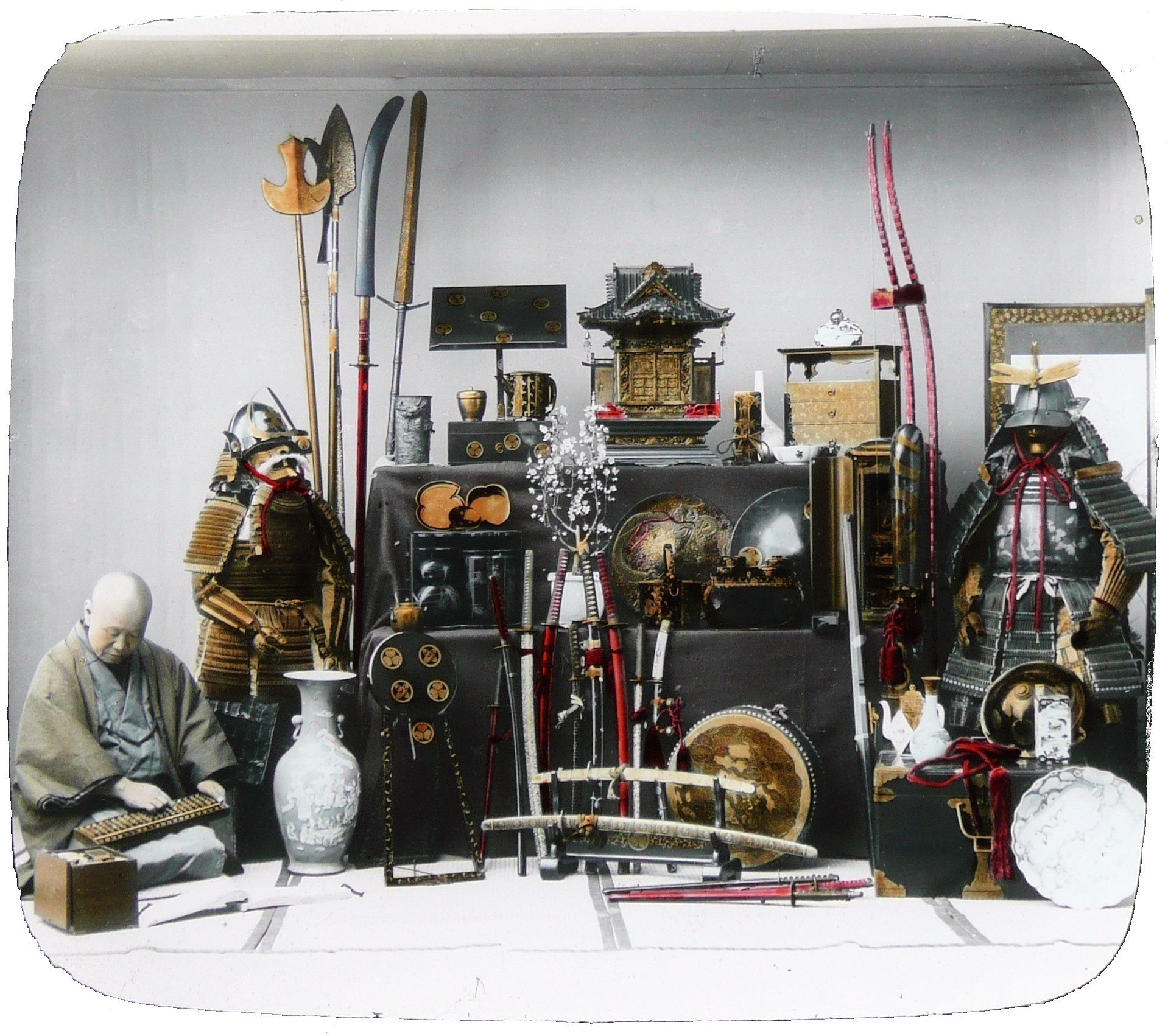
سلاح‌های سرد ژاپنی، مربوط به حدود سال‌های ۱۸۹۲–۱۸۹۵

سلاح سرد به هر نوع سلاحی که برای دفاع یا تهاجم مورد استفاده قرار بگیرد و از حیطهٔ باروت، شلیک و انفجار گلوله خارج باشد می‌گویند.
انواع چاقو، زنجیر، پنجه بوکس، قمه، انواع گازهای اشک‌آور، خواب‌آور و بیهوش‌کننده و شوکرهای الکتریکی، تفنگ و کلت بادی شبیه سلاح گرم، انواع پرتاب‌کننده‌های سوزن‌های سمّی و آغشته به مواد شیمیایی و بیولوژیکی و سلاح‌های بی‌حس‌کنندهٔ جانوران سلاح سرد محسوب می‌شوند.